# Bondelum
Bondelum település Németországban, Schleswig-Holstein tartományban. Lakosainak száma 168 fő (2023. december 31.).

## Népesség
A település népességének változása:
| Lakosok száma | 209  | 187  | 170  | 161  | 167  | 165  | 168  |
|               | 1975 | 2014 | 2017 | 2019 | 2021 | 2022 | 2023 |